# Бояна Йовановські
Бояна Йовановські (серб. Бојана Јовановски, 31 грудня 1991) — сербська тенісистка.
Станом на вересень 2013 року Бояна виграла 2 турніри WTA в одиночному розряді й 4 турніри ITF. Її дебют у WTA турі відбувся на відкритому чемпіонаті Малайзії 2010 року. З 2009 року Бояна входить до збірної Сербії на кубку Девіса. 2012 року вона разом із подругами зі збірної грала в фіналі кубка Девіса.
Бояна почала займатися тенісом в клубі Црвена Звезда з 7 років. В юніорських змаганнях вона досягала 5 місця світового рейтингу. Професінальною теністискою вона стала з 2006, тобто з 15 років. Її тренує батько Зоран, колишній футболіст.
За стилем гри Йовановскі агресивний гравець задньої лінії. Вона називає форхенд своїм найсильнішим ударом, а хард улюбленим покриттям.